# Персина
„Персина“ е природен парк в България.

## Местоположение
Той е с площ 21 762,2 хектара (217 км²) по цялата дължина на Свищовско-Беленската низина, включително част от ограждащия стръмен дунавски бряг при Никопол и Свищов и всички български дунавски острови в тази част от река Дунав. Обхваща земи в землищата на Никопол, област Плевен, с. Драгаш войвода, община Никопол, област Плевен, град Белене, община Белене, област Плевен, Свищов, област Велико Търново, с. Ореш, община Свищов, област Велико Търново.

## Статут
Обявен със Заповед № РД-684 на 4 декември 2000 г. от тогавашния министър на околната среда и водите Евдокия Манева. 
Дирекцията на Парка е със седалище в град Белене и е създадена на 1 април 2001 г., със заповед No. 258 от 10 май 2001 г. Тя е на пряко подчинение на Изпълнителна агенция по горите към Министерство на земеделието на Република България.
Обявяването му цели съхранението и възстановяването на крайдунавски влажни зони, като особено се набляга на запазване естественото състояние на многобройните острови, влизащи в границите на парка. Уникалността и голямата значимост на „Комплекс Беленски острови“ е причина на 24.09.2002 г. да бъде обявено за Рамсарско място, което е най-голямото по площ в България – 6898ха.

## Елементи от Националната екологична мрежа в границите на парка
По смисъла на Закона за защитените територии „Персина“ е с ранг природен парк, включващ в себе си следните защитени територии:
Резерват „Персински блата“ – обявен със Заповед "'№1106/02.12.1981 г. на КОПС с цел запазване на типични дунавски блата и характерна блатна растителност, заедно с населяващите ги колонии от рибарки, чайки, корморани, чапли, диви патици и гъски. Общата му площ е 385,2 ха и включва следните територии: „Писченско блато“ с площ 182 ха, „Мъртвото блато“ с площ 122,6 ха и „Старото блато“ с „Дульова бара“ с площ 80,6 ха. Със заповед №РД-393/15.10.1999 г. резерватът е прекатегоризиран в Поддържан резерват със същото име и площ. Поддържан резерват „Персински блата“ е влажна зона с международно значение; истински рай в миналото за многочислени колонии от блатни птици – рибарки, чайки, корморани, чапли, диви патици и гъски; гнездовище на немия лебед; уникално есенно сборище на черния щъркел за страната Природна забележителност „Персин-Изток“ – обявена със Заповед №1106/02.12.1981 г. на КОПС с площ 718,9 ха. Това са най-източните девствени места на о. Персин, представляващи непроходими мочурища и просторни стари върбово-тополови гори и съобщества от тръстика и папур. Природната забележителност е прекатегоризирана в Защитена местност със Заповед №РД-711/10.06.2003 г., като запазва същото име и площ. Резерват „Китка“ на о. Китка, обявен със Заповед №1106/02.12.1981 г. с площ 25,4 ха. Обявен е с цел запазване на първичната характерна растителност и като местообитание на морския орел. Резерват „Милка“, намиращ се на о. Милка, Обявен с ПМС №849/ 28.03.1948 г., Заповед 2245 от 30.12.1956 г. Площта му е 30 ха. Обявен е с цел запазване на.първичната характерна растителност и като местообитание на морския орел. Защитена местност „Кайкуша“, обявена със Заповед №438/ 02.08.1978 г., с площ 240 ха. включва остатък от влажна зона в бившата Свищовско-Беленска заливна низина. Обявена е с цел запазването на естественото местообитание на редки водоплаващи птици и растителни видове, както и характерния облик на района. Природна забележителност в местността „Плавала“, в землището на гр. Никопол, представляваща естествено находище на обикновен сладник. Обявена е със заповед №1187/ 19.04.1976 г. на МГОПС, Дв бр. 44/1976 г., с площ 28,1 ха. Със заповед №РД-702 от 09.06.2003 г. е прекатегоризирана в Защитена местност, със същото наименование и площ.
По смисъла на Закона за биологичното разнообразие в обхвата на парка влизат изцяло или отчасти следните места от общоевропейската мрежа защитени територии Натура 2000 съобразно следните директиви на ЕС:
- Директива 92/43/ЕЕС за запазване на природните местообитания и на дивата флора и фауна:

– Защитена зона „Персина“ – BG0000396, включена в списъка от защитени зони, приета с Решение № 122/02.03.2007 г. на Министерски Съвет; Към 2010 г. все още не е издадена заповед за официалното и обявяване в Държавен вестник;
– Защитена зона „Никополско плато“ – BG0000247,
обявена със Заповед № РД 841/17 ноември 2008 г. (ДВ бр.108/19.12.2008 г., стр.153);
- Директива 79/409/ЕЕС за съхранение на дивите птици:

– Защитена зона „Комплекс Беленски острови“ – BG0002017,
обявена със Заповед № РД 82/12 февруари 2008 г. (ДВ бр.26/07.03.2008 г., стр.87);
– Защитена зона „Свищовско-беленска низина“ – BG0002083,
обявена със Заповед № РД 768/28 ноември 2008 г. (ДВ бр.102/28.11.2008 г., стр.83);
– Защитена зона „Остров Лакът“ – BG0002091,
обявена със Заповед № РД 511/22 август 2008 г. (ДВ бр.78/05.09.2008 г., стр.32);
- Според международната Конвенцията за влажните зони, подписана на 2 февруари 1971 г. в иранския град Рамсар (Рамсарска конвенция) по която Р България е страна и е поела ангажимент за запазване и управление както на местообитанията, така и на свързаните с тях водолюбиви птици. В границите на парка „Комплекс Беленски острови“ – 6898 ха, е обявена за водна и заблатена екосистема – влажна зона с международно значение, най-голямата към момента в България.

## Резервати
- Персински блата
- Китка
- Милка

### Защитени местностти
- Кайкуша
- Персин
- Персин изток[1]
- Плавала[2]